# Chamillionaire
Chamillionaire (справжнє ім'я: Гакім Серікі) — американський репер, президент власного лейблу Chamillitary Entertainment, засновник і оригінальний учасник гурту The Color Changin' Click, що розпався 2005 року.

## Музична кар'єра

### 1998–2004
Сценічне ім'я Chamillionaire походить від слів «chameleon» та «millionaire». Під час одного концерту Серікі й інший репер Пол Волл познайомилися з Майклом «5000» Воттсом, популярним діджеєм мікстейпів з Північного Г'юстона. Після пропозиції промоції Swishahouse, компанії Воттса, Chamillionaire і Волл відвідали його студію й переконали того помістити їхній фрістайл в інтро його шоу на г'юстонській хіп-хоп радіостанції KBXX-FM. Куплети також увійшли до мікстейпу Воттса. Невдовзі артисти стали невід'ємною частиною місцевої мікстейп-сцени, з'явились на кількох релізах Воттса й стали постійними артистами Swishahouse. Chamillionaire і Пол Волл незабаром заснували власний гурт The Color Changin' Click. Спільна платівка реперів Get Ya Mind Correct (2002) розійшлася накладом у понад 100 тис. копії. Журнал The Source номінував альбом на «Найкращий незалежний альбом 2002». У 2004 Chamillionaire та Color Changin' Click виступили на фестивалі SXSW.
Перший сольний студійний альбом Chamillionaire The Sound of Revenge вийшов на Chamillitary Entertainment та Universal Records 22 листопада 2005 року. Платівка дебютувала на 10-ій сходинці Billboard 200. Сингл «Ridin'» посів 1-ше місце Billboard Hot 100. У 2007 пісня отримала Ґреммі у категорії «Найкраще реп-виконання дуетом чи групою». Комедійний артист «Дивний Ел» Янковик зробив на пісню пародію «White & Nerdy», що увійшла до його альбому Straight Outta Lynwood. Бонус-трек «Grind Time» також потрапив до відеогри NBA Live 06.

### 2007–2008:Ultimate Victory
Для промоції нової платівки 18 липня 2007 об 11 годині за східним поясним часом на сайті репера опублікували Mixtape Messiah 3. 18 вересня видали Ultimate Victory. Альбом не містив ненормативної лексики. Перший сингл «Hip Hop Police» записано з участю Slick Rick. Обоє виконали його наживо на CBS у «Late Show with David Letterman» 14 вересня 2007.

### 2008–2010: ОстаннійMixtape Messiah,VenomіMajor Pain
У листопаді 2008 Chamillionaire сповістив про плани видати третій альбом Venom на початку 2009. Першим синглом мав стати «Creepin' (Solo)», який посів 1-шу сходинку Billboard Bubbling Under R&B/Hip-Hop Singles. Репер повідомив, що Mixtape Messiah 7 буде останнім релізом із серії, репер скасував Venom, щоб створити інший матеріал для третьої платівки.
29 вересня після голосування фанів на офіційному сайті анонсували назву альбому — Venom. Видали перший окремок «Good Morning». Платівку мали випустити 22 червня 2010. Chamillionaire з'явився на реміксі пісні Weezer «Can't Stop Partying». Він також приєднався до гурту на сцені, позаяк Lil Wayne, який присутній на оригінальній версії треку, був на той час засуджений за незаконне володіння зброєю. 11 грудня 2009 Chamillionaire виступив на «Fort Hood Community Strong», безкоштовному заході на підтримку співробітників військової бази у Форт-Гуді, де 5 листопада 2009 відбулась стрілянина, внаслідок котрої загинуло 15 осіб.
23 грудня 2009 Chamillionaire оголосив через YouTube-канал нову серію мікстейпів Major Pain і вихід першої частини 2 лютого 2010. Через Матч усіх зірок НБА 2010 у Далласі, штат Техас, Chamillionaire випустив 11 лютого для безкоштовного завантаження нову пісню, «The Main Event». У записі взяли участь техаські репери Пол Волл, Slim Thug та Dorrough. Chamillionaire повідомив через офіційний сайт про перенесення Venom на 16 березня. Зрештою реліз скасували після полишення Universal.

### 2011—дотепер
14 січня 2011 репер заявив під час живої трансляції на Ustream, що він офіційно покинув Universal. За угодою, йому заборонено видавати Venom чи будь-який матеріал, записаний під час перебування на лейблі. Репер розпочав роботу над платівкою Poison. У 2012 вийшов кліп «No Room in Hell» до відеогри Dead Island: Riptide, де знявся Гакім. За словами Chamillionaire, Poison з великою ймовірністю видадуть на мейджор-лейблі, на відміну від останніх міні-альбомів.

## Підприємницька діяльність
2003 року Гакім інвестував у г'юстонську Fly Rydes, що спеціалізувалася на кастомізації автомобілів, ставши її співвласником. Компанію створив Біґ Ернест, який урешті взяв керування у свої руки.
Chamillionaire має власний лейбл Chamillitary Entertainment, заснований після залишення Swishahouse та Paid in Full Entertainment. Дистриб'ютором був Universal Records; з 15 січня 2011 став незалежним. Репер відкрив модельну аґенцію Masterpiece Mind Frame та компанію туристичних автобусів.

## Особисте життя
Репер народився у Вашингтоні в сім'ї мусульманина зі штату Ойо, Нігерія, та афроамериканки-християнки. У 4 роки переїхав до Г'юстона, штат Техас. Батьки розійшлися, коли Chamillionaire був у ранньому підлітковому віці. Гакім оселився в Ейкез-Гоумз, районі у Північно-Західному Г'юстоні.
На Chamillionaire вплинули N.W.A, Public Enemy, місцеві The Geto Boys, 8 Ball & MJG, UGK. Має брата, молодшого на 3 роки, Расака Серікі, репера, колишнього учасника The Color Changin' Click. 14 травня 2010 у Гакіма народився син Ксав'є.

## Конфлікти

### Пол Волл
19 листопада 2004 у нічному клубі на Расака Серікі, як стверджують, напав Пол Волл з оточенням. Chamillionaire висловив своє розчарування. До інциденту Волл і Расак входили до The Color Changin' Click. Брати випустили дис «Go Head». Біф завершився у 2010, коли виконавці вирушили у спільний тур.

## Дискографія
Студійні альбоми
- 2005: The Sound of Revenge
- 2007: Ultimate Victory

## Фільмографія
| Телебачення | Телебачення    | Телебачення        | Телебачення                                              |
| Рік         | Шоу            | Роль               | Notes                                                    |
| ----------- | -------------- | ------------------ | -------------------------------------------------------- |
| 2007        | «Припанковані» | У ролі самого себе | 1 епізод (8 сезон, 2-ий епізод)                          |
| 2007        | «The Game»     | У ролі самого себе | 1 епізод («When the Chickens Come Home to Roost Part 1») |
| 2007        | «Повний фарш»  | У ролі самого себе | 1 епізод як запрошений ведучий (6 сезон, 10-ий епізод)   |